# Feel the love / Merry-go-round
Feel the love / Merry-go-round — пятьдесят первый сингл японской певицы Аюми Хамасаки, вышедший 25 декабря 2013 года.. Feel the love была использована в рекламе акции туристического агентства H.I.S Christmas Fair, рекламе dwango.jp и в качестве открывающей темы тв-шоу CDTV 12 января 2014.

## О сингле
Диск доступен в трех изданиях: CD, CD+DVD и фанклубная версия CD+DVD с дополнительным интервью. Жители Японии могли приобрести музыкальные карточки, дающие доступ к скачиванию оригинальных песен. Также, в iTunes можно приобрести два сингла с дополнительными ремиксами.

### Содержание
CD
1. Feel the love (Original mix)
2. Merry-go-round (Original mix)
3. Feel the love (DJ Hello Kitty remix)
4. Feel the love (Blasterjaxx remix)
5. Feel the love (Original mix -Instrumental-)
6. Merry-go-round (Original mix -Instrumental-)

DVD
1. Feel the love (video clip)
2. Merry-go-round (video clip)
3. A interview только в фанклубном издании

#### iTunes release
Feel the love (Blasterjaxx remix)
1. Feel the love (Blasterjaxx Dub mix)
2. Feel the love (Blasterjaxx Inst mix)

Feel the love (DJ Hello Kitty remix)
1. Feel the love (DJ Hello Kitty Dub mix)
2. Feel the love (DJ Hello Kitty Inst mix)

### Информация о песнях
Feel the love

Слова : ayumi hamasaki

Музыка : Tetsuya Komuro

Аранжировка : DJ Hello Kitty

Merry-go-round
Слова : ayumi hamasaki

Музыка : m-flo, UNICO, JEB (AMBUSH)

Рэп : VERBAL

Аранжировка : Tachytelic aka Taku Takahashi, Mitsunori Ikeda

### Позиции в чарте Орикон
| Неделя | Позиция | Продажи |
| ------ | ------- | ------- |
| 1      | #5      | 30,385  |
| 2      | #16     | 4,704   |
| 3      | #55     | 938     |
| 4      | #87     | 530     |
| 5      | #111    | 447     |
| 6      | #153    | 362     |

- Общее число проданных копий: 37,366 (Япония)[6]